# Royal Airlines
A Royal Airlines é uma companhia aérea do Paquistão.